# Pedro Munhoz
Pedro Munhoz, né le 7 septembre 1986 à São Paulo, est un pratiquant brésilien d'arts martiaux mixtes (MMA). Il combat actuellement à l'Ultimate Fighting Championship dans la catégorie des poids coqs. Au 19 avril 2021, il est classé huitième de cette catégorie.

## Parcours en arts martiaux mixtes
Il devient professionnel en 2009, et commence à combattre dans le championnat local de São Paulo. En 2011, il part aux États-Unis et signe dans la compétition Resurrection Fighting Alliance (aujourd'hui devenu Legacy Fighting Alliance). Il devient champion poids coqs de la RFA le 16 août 2013 face à Jeff Curran. Il défendra son titre une fois contre Billy Daniels puis il signera en UFC en février 2014.
Le 22 février 2014, Raphael Assunção devait combattre contre Francisco Rivera pour l'UFC 170, mais à la dernière minute Rivera se blesse à la main, Pedro Munhoz accepte alors d'être le remplaçant. Sans préparation ni expérience en UFC, il perd face à Raphael Assunção par décision unanime.
Le 31 mai 2014, il gagne facilement par TKO au premier round face à Matt Hobar lors de l'évènement The Ultimate Fighter: Brazil 3.
Le 4 octobre 2014, Munhoz gagne par soumission contre l'Américain Jarrod Sanders. Quelques mois plus tard, Munhoz est contrôlé positif lors d'un dépistage antidopage. Il est suspendu pour une année et sa victoire lui est retiré.
Une fois sa suspension levée, il combat lors du UFC Fight Night 77 contre Jimmy Rivera et perd sur une décision partagée.
Il remonte et enchaine quatre victoires dont trois qui seront élues Performence de la soirée, mais lors de l'UFC 222 il s'impose par décision partagé contre John Dodson.
Le 4 août 2018, il gagne par décision unanime lors de l'UFC 227 et il enchaine une autre victoire par TKO contre Bryan Caraway le 30 novembre de la même année.
Le 2 mars 2019, il fait pour la première fois partie de la carte principale d'un évènement UFC. Il affronte Cody Garbrandt lors de l'UFC 235 et gagne sur un spectaculaire TKO. Le combat sera élu "Combat de la soirée".
Le 8 juin 2019, il perd par décision unanime lors de l'UFC 238.

## Distinctions
- Ultimate Fighting Championship
  - Combat de la soirée (une fois) (contre Cody Garbrandt)[10]
  - Performance de la soirée (trois fois) (contre Russel Doane, Justin Scoggins, Rob Front)

- Resurrection Fighting Alliance
  - Champion des poids coqs de la RFA (2013-2014)

## Palmarès en arts martiaux mixtes
| 32 combats     | 20 victoires | 10 défaites |
| Par KO         | 5            | 0           |
| Par soumission | 8            | 0           |
| Sur décision   | 7            | 10          |
| Sans décision  | 2            | 2           |

| Résultat      | Record   | Adversaire        | Méthode                                 | Événement                                                  | Date              | Round | Temps | Lieu                                | Notes                                                                   |
| ------------- | -------- | ----------------- | --------------------------------------- | ---------------------------------------------------------- | ----------------- | ----- | ----- | ----------------------------------- | ----------------------------------------------------------------------- |
| No contest    | 19-7 (2) | Sean O'Malley     | No Contest (coup accidentel dans l'œil) | UFC 276 - Adesanya vs. Cannonier                           | 2 juillet 2022    | 2     | 3:09  | Las Vegas, Nevada, États-Unis       |                                                                         |
| Défaite       | 19-7 (1) | Dominick Cruz     | Décision unanime                        | UFC 269 - Oliveira vs. Poirier                             | 11 décembre 2021  | 3     | 5:00  | Las Vegas, Nevada, États-Unis       |                                                                         |
| Défaite       | 19-6 (1) | José Aldo         | Décision unanime                        | UFC 265 - Lewis vs. Gane                                   | 7 août 2021       | 3     | 5:00  | Houston, Texas, États-Unis          |                                                                         |
| Victoire      | 19-5 (1) | Jimmie Rivera     | Décision unanime                        | UFC Fight Night 186 - Rozenstruik vs. Gane                 | 27 février 2021   | 3     | 5:00  | Las Vegas, Nevada, États-Unis       |                                                                         |
| Défaite       | 18-5 (1) | Frankie Edgar     | Décision partagée                       | UFC on ESPN 15 - Munhoz vs. Edgar                          | 22 août 2020      | 5     | 5:00  | Las Vegas, Nevada, États-Unis       |                                                                         |
| Défaite       | 18-4 (1) | Aljamain Sterling | Décision unanime                        | UFC 238: Cejudo vs. Moraes                                 | 8 juin 2019       | 3     | 5:00  | Chicago, Illinois, États-Unis       |                                                                         |
| Victoire      | 18-3 (1) | Cody Garbrandt    | TKO (coups de poing)                    | UFC 235: Jones vs. Smith                                   | 2 mars 2019       | 1     | 4:52  | Las Vegas, Nevada, États-Unis       | Combat de la soirée                                                     |
| Victoire      | 17-3 (1) | Bryan Caraway     | TKO (Coups de pied)                     | The Ultimate Fighter 22: Heavy Hitters                     | 30 novembre 2018  | 1     | 2:39  | Las Vegas, Nevada, États-Unis       |                                                                         |
| Victoire      | 16-3 (1) | Brett Johns       | Décision unanime                        | UFC 227: Dillashaw vs. Garbrandt 2                         | 4 août 2018       | 3     | 5:00  | Los Angeles, Californie, États-Unis |                                                                         |
| Défaite       | 15-3 (1) | John Dodson       | Décision partagée                       | UFC 222: Cyborg vs. Kunitskaya                             | 3 mars 2018       | 3     | 5:00  | Las Vegas, Nevada, États-Unis       |                                                                         |
| Victoire      | 15-2 (1) | Rob Front         | Soumission (étranglement)               | UFC Fight Night: Brunson vs. Machida                       | 28 octobre 2017   | 1     | 4:03  | São Paulo, Brésil                   | Performence de la soirée                                                |
| Victoire      | 14-2 (1) | Damian Stasiak    | Décision unanime                        | UFC Fight Night: Gustafsson vs. Teixeira                   | 28 mai 2017       | 3     | 5:00  | Stockholm, Suède                    |                                                                         |
| Victoire      | 13-2 (1) | Justin Scoggins   | Soumission (étranglement)               | UFC Fight Night: Bader vs. Nogueira 2                      | 19 novembre 2016  | 2     | 1:55  | São Paulo, Brésil                   | Performence de la soirée                                                |
| Victoire      | 12-2 (1) | Russell Doane     | Soumission (étranglement)               | UFC Fight Night: dos Anjos vs. Alvarez                     | 7 juillet 2016    | 1     | 2:08  | Las Vegas, Nevada, États-Unis       | Performence de la soirée                                                |
| Défaite       | 11-2 (1) | Jimmie Rivera     | Décision partagée                       | UFC Fight Night: Belfort vs. Henderson 3                   | 7 novembre 2015   | 3     | 5:00  | São Paulo, Brésil                   |                                                                         |
| Sans décision | 11-1 (1) | Jerrod Sanders    | Sans décision (cause de dopage)         | UFC Fight Night: MacDonald vs. Saffiedine                  | 4 octobre 2014    | 1     | 0:39  | Halifax, Nouvelle-Écosse, Canada    | Victoire retirée pour cause de dopage, ainsi qu'une suspension d'un an. |
| Victoire      | 11-1     | Matt Hobar        | TKO (coups de poing)                    | The Ultimate Fighter Brazil 3 Finale: Miocic vs. Maldonado | 31 mai 2014       | 1     | 2:47  | São Paulo, Brésil                   |                                                                         |
| Défaite       | 10-1     | Raphael Assunção  | Décision unanime                        | UFC 170: Rousey vs. McMann                                 | 22 février 2014   | 3     | 5:00  | Las Vegas, Nevada, États-Unis       |                                                                         |
| Victoire      | 10-0     | Billy Daniels     | Soumission (étranglement)               | RFA 12                                                     | 24 janvier 2014   | 3     | 5:00  | Los Angeles, Californie, États-Unis | Défense du titre RFA poids coqs                                         |
| Victoire      | 9-0      | Jeff Curran       | Décision partagée                       | RFA 9                                                      | 16 août 2013      | 3     | 5:00  | Carson, Californie, États-Unis      | Combat pour le titre vacant RFA poids coqs                              |
| Victoire      | 8-0      | Mitch Jackson     | Soumission (étranglement)               | RFA 8                                                      | 21 juin 2013      | 1     | 4:49  | Milwaukee, Wisconsin, États-Unis    |                                                                         |
| Victoire      | 7-0      | Bill Kamery       | Soumission (clé de talon)               | RFA 5                                                      | 30 novembre 2012  | 1     | 2:27  | Kearney, Nebraska, États-Unis       |                                                                         |
| Victoire      | 6-0      | Camilo Gonzalez   | Soumission (étranglement)               | RITC: Respect in the Cage                                  | 30 juillet 2011   | 2     | 1:21  | Pomona, Californie, États-Unis      |                                                                         |
| Victoire      | 5-0      | Richard Montalvo  | Soumission (étranglement)               | MMA Xplosion: International Team Challenge                 | 29 janvier 2010   | 2     | 2:31  | Las Vegas, Nevada, États-Unis       |                                                                         |
| Victoire      | 4-0      | Mauro Brenes      | Soumission (clé de bras)                | RITC: Respect in the Cage                                  | 9 octobre 2010    | 3     | 5:00  | Pomona, Californie, États-Unis      |                                                                         |
| Victoire      | 3-0      | Pablo Alfonso     | Décision unanime                        | Jungle Fight 18: São Paulo                                 | 20 octobre 2010   | 3     | 5:00  | São Paulo, Brésil                   |                                                                         |
| Victoire      | 2-0      | Roberto Matsumoto | TKO (abandon)                           | EFC: Eagle Fighting Championship                           | 26 septembre 2009 | 2     | 5:00  | São Paulo, Brésil                   |                                                                         |
| Victoire      | 1-0      | Reginaldo Vieira  | TKO (poings)                            | FF: Full Fight 1                                           | 21 mars 2009      | 1     | N/A   | São Paulo, Brésil                   |                                                                         |